# Lühnsdorf
Lühnsdorf ist ein Gemeindeteil der amtsangehörigen Stadt Niemegk im Landkreis Potsdam-Mittelmark in Brandenburg. Der Ort gehört dem Amt Niemegk an.

## Lage
Lühnsdorf liegt im Hohen Fläming im gleichnamigen Naturpark etwa vier Kilometer westlich von Niemegk und etwa zehn Kilometer südöstlich von Bad Belzig. Umliegende Ortschaften sind der zur Gemeinde Planetal gehörende Ortsteil Dahnsdorf im Nordosten, die Stadt Niemegk im Osten, die zur Gemeinde Rabenstein/Fläming gehörenden Ortsteile Neuendorf im Südosten, Rädigke im Südwesten und Buchholz b. Niemegk im Westen sowie der wiederum zu Planetal gehörende Ortsteil Kranepuhl im Nordwesten.
Durch Lühnsdorf verlaufen die Kreisstraße 6930 sowie die Kreisstraße 6932. Die Bundesstraße 102 von Bad Belzig nach Jüterbog liegt knapp fünf Kilometer östlich des Ortes. Zudem verläuft die Bundesautobahn 9 östlich von Lühnsdorf, die nächstgelegene Anschlussstelle Niemegk liegt knapp sechs Kilometer entfernt.

## Geschichte

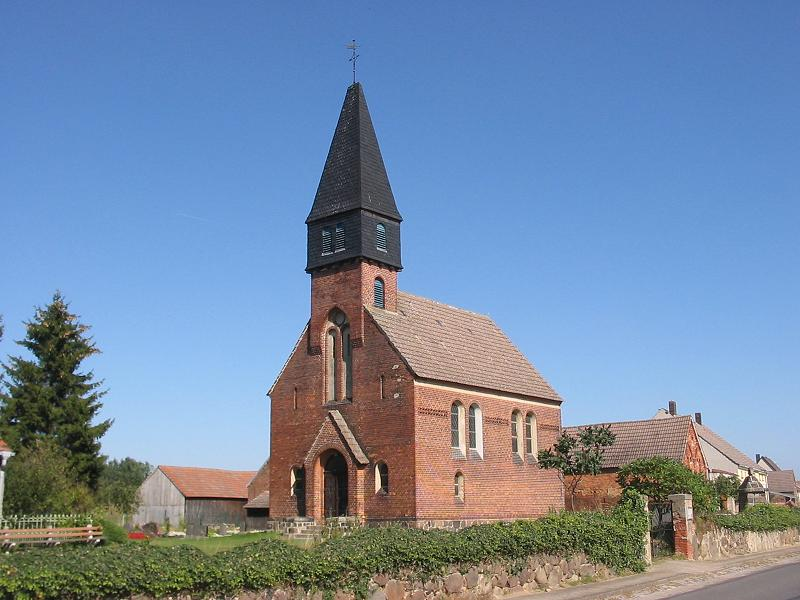
Dorfkirche Lühnsdorf

Lühnsdorf wurde erstmals im Jahr 1377 im Kopialbuch B1 des Ernestinischen Gesamtarchivs Blatt 37 r/v unter dem Namen czu grossen Luderstorph urkundlich erwähnt. In der folgenden Zeit änderte sich der Ortsname von Ludirstorff magma im Jahr 1426 über Luenßdorff im Jahr 1500 und Luehnsdorff im Jahr 1600 zum heutigen Lühnsdorf.
Der Ort gehörte früher zum sächsischen Amt Belzig und wurde nach dem Wiener Kongress dem Königreich Preußen zugeschlagen. Dort lag Lühnsdorf im Landkreis Zauch-Belzig. Am 25. Juli 1952 wurde die Gemeinde dem damals neu gebildeten Kreis Belzig im Bezirk Potsdam zugeordnet. Zum 1. November 1973 wurde Lühnsdorf in die Stadt Niemegk eingemeindet. Nach der Wende lag Lühnsdorf als Teil Niemegks im Landkreis Belzig in Brandenburg und wurde am 11. Februar 1992 dem Amt Niemegk angeschlossen. Nach der Kreisreform in Brandenburg am 6. Dezember 1993 kam die Lühnsdorf schließlich zum neu gebildeten Landkreis Potsdam-Mittelmark.
Die Lühnsdorfer Dorfkirche wurde zum Ende des 19. Jahrhunderts errichtet und am 18. September 1898 eingeweiht. Bei der Kirche handelt es sich um einen neuromanischen Backsteinbau mit einem 21 Meter hohen Kirchturm. 2015–2017 erfolgte eine aufwendige Hüllensanierung des akut bedrohten Gebäudes und Turms; eine Innensanierung folgte das Jahr darauf. Die Kirchenglocke wurde 1616 von der Glockengießerei Borstelmann aus Magdeburg gegossen. Die kleine Orgel aus der Bauzeit von Friedrich Wilhelm Lobbes aus Niemegk ist noch erhalten und wurde 2019 saniert. Das alte Kirchengebäude, ein Feldsteinbau aus dem 15. Jahrhundert, musste wegen eines zu schlechten Zustandes abgerissen werden.
Lühnsdorf wird seit jeher landwirtschaftlich geprägt. Der Ort verfügte zu DDR-Zeiten über zwei Landwirtschaftliche Produktionsgenossenschaften, die zunächst im Jahr 1973 zu einer LPG Typ III zusammengelegt wurde. Diese wurde danach zunächst mit der LPG Kranepuhl und schließlich mit der LPG Dahnsdorf zur Kooperativen Abteilung Pflanzenproduktion Dahnsdorf zusammengelegt.

## Bevölkerungsentwicklung
| 1875 | 169 | 1939 | 153 |
| 1890 | 173 | 1946 | 245 |
| 1910 | 165 | 1950 | 202 |
| 1925 | 170 | 1964 | 193 |
| 1933 | 168 | 1971 | 174 |